# Літній палац королеви Анни
Літній палац королеви Анни (Queen Anne's Summer Palace) —    одна з будівель в Королівському саду поблизу  Празького граду в стилі ренесанс, споруджена в 1538-1565 роках архітекторами Джованні Спаціо    і Паоло делла Стелла. 

## Історія
Будівництво палацу ініціював Фердинанд  I в 1538 році для своєї дружини Анни Ягеллонки. Палац мав стверджувати силу самодержавної влади, тобто влади Габсбургів в Центральній Європі.
Будівництво почалося в квітні 1538 року за участю італійського будівничого Джованні Спаціо  і італійського каменотеса і скульптора Паоло делла Стелла, який поступово витіснив Спаціо. Спочатку замість Спаціо був рекомендований Стелла Джованні Марія Aostalli, потім (у 1551 році) керувати будівництвом став сам Стелла. Після його смерті в 1552 році його місце зайняв німецький будівничий Ганс Тіроль. Після 1556 року будівництво закінчував Боніфацій Вольмут. Тривалі терміни будівництва обумовлені перш за все пожежею Празького граду в 1541 році, після якого роботи фактично зупинилися, також вплинули зміни планів в 1554 році, коли було вирішено добудувати поверх. Автор проекту невідомий, можливо, ним був невідомий італійський архітектор. Вид добудованого поверху спроєктував ймовірно Боніфацій Вольмут.

## Опис

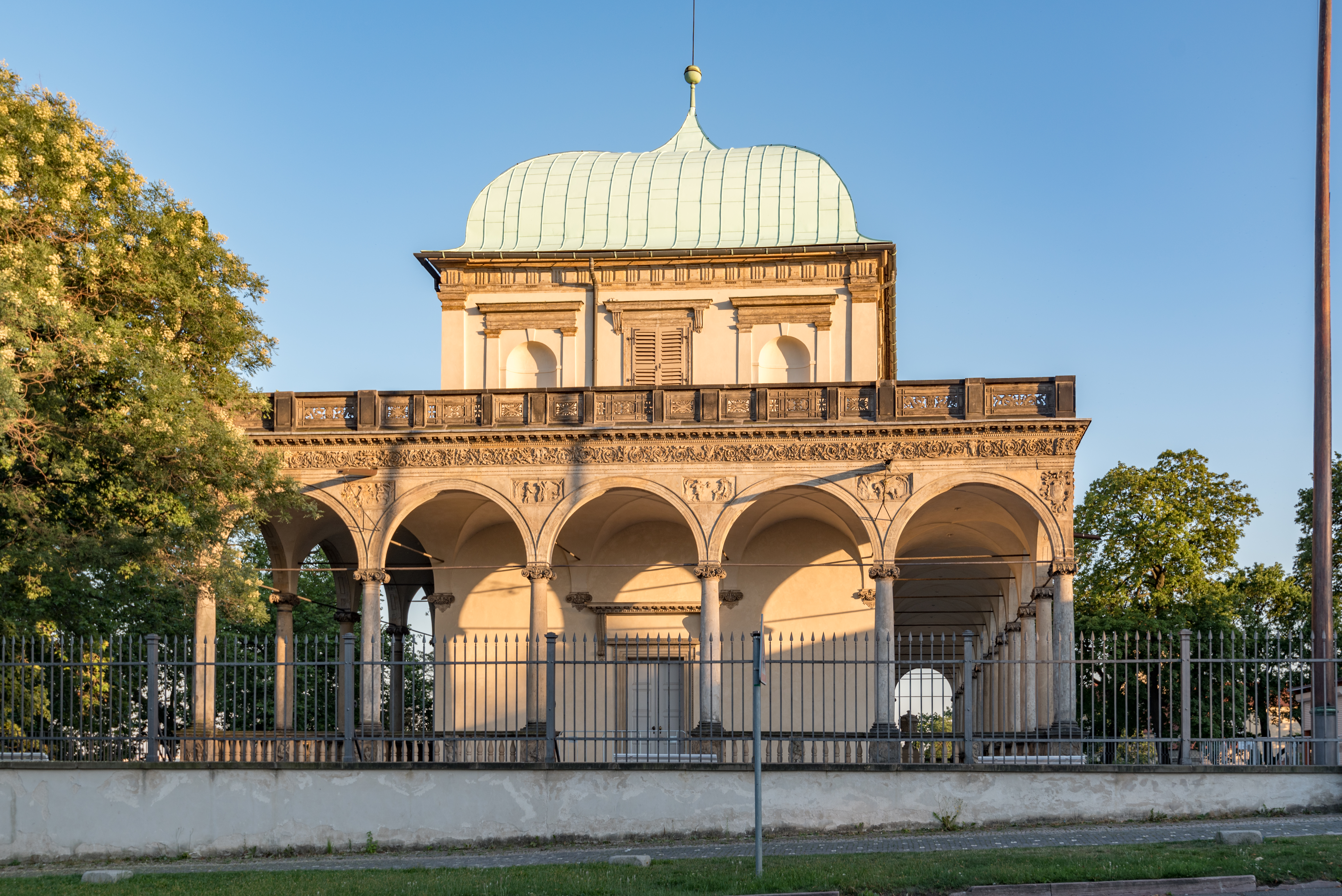
Північний фасад Літнього палацу

Це одна з перших ренесансних будівель на території Чехії і Моравії. У той час такий будинок, квадратного плану,  з  галереями з усіх боків, своєю концепцією був новаторським і в самій Італії. Споруда  є частиною великого саду  і була призначена для церемоній двору. Будинок  не був пристосований до проживання. Літній палац був частиною плану Королівського саду.
Довкола прямокутної будівлі  з усіх боків  проходить арочна аркада. В пазухах цієї аркади знаходяться рельєфи. Орнаментальна і фігурна декорація міститься   в цоколях колон, у фризі карнизу галерей, частина елементів знаходиться  над дверима і вікнами. Над аркадою розміщена тераса, доступна з другого поверху.

## Сучасність
Під час реконструкції 1989 року біля покрівельних конструкцій сталося загорання, в результаті чого трохи постраждало мідне покриття.
Наразі літній палац є місцем для виставок образотворчого мистецтва. Іноді тут проходять офіційні заходи президента Республіки.
Пам'ятка доступна для перегляду з квітня до жовтня, як і весь Королівський сад.